# Kaps floraregion
Kaps floraregion är en 5 530 km² stor floraregion i Sydafrika som består av åtta olika skyddade naturområden. Regionen är ett av världens artrikaste växtområden. Här finns nära 20% av Afrikanska kontinentens flora.

## Plats och beskrivning
Regionen täcker området med medelhavsklimat i Sydafrika; Västra Kapprovinsen i sydvästra hörnet av landet och sträcker sig österut in i Östra Kapprovinsen, en övergångszon mellan vinterregnfallsregionen i väster och sommarregnfallsregionen i öster i KwaZulu-Natal. 

## Flora

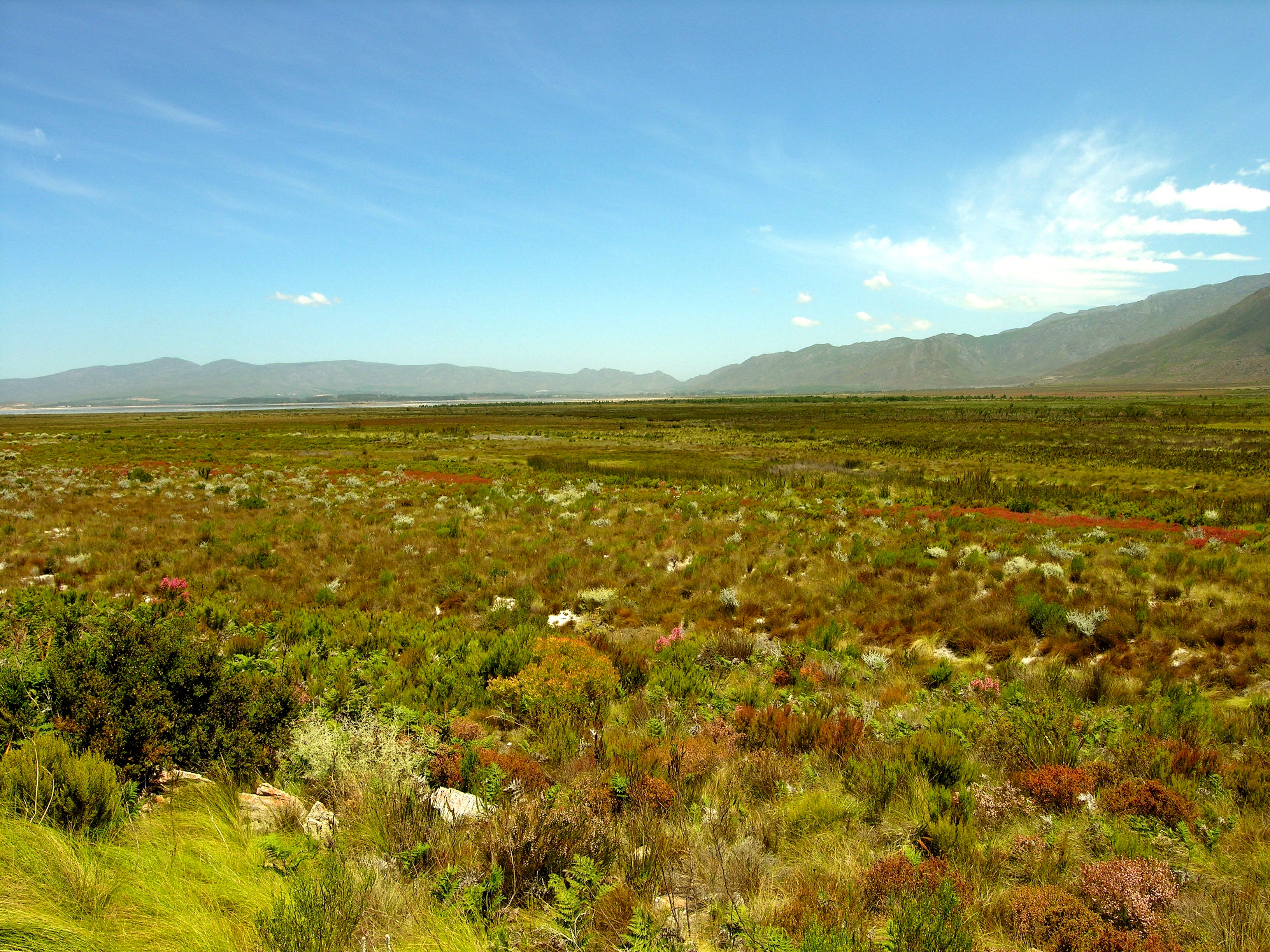
Fynbos i Västra Kapprovinsen

Det mesta av regionen är täckt med fynbos, en hårdblads sclerophyll buskskog som växer på sur sand eller näringsfattiga jordar härstammande från Taffelbergets sandsten (Cape Supergroup). Fynbos är hem för en otrolig mångfald av växtarter däribland många Proteaväxter, Ljungväxter och vass från familjen Restionaceae. Andra vegetationstyper är strandveld, en mjuk kustnära buskvegetation som mestadels finns på västliga kusterna i Västra Kapprovinsen på tertiära sandarter. Renosterveld är gräsbevuxna områden med buskvegetation som domineras av Korgblommiga växter, särskilt den inhemska busksorten renosterbos (Elytropappus rhinocerotis)), gräs och geofyter, som växter på basrika jordar vid landremsor vid kusten. Små fickor av Afromontaneskog finns i fuktiga och skyddade områden.

## Ekologi
World Wildlife Fund (WWF) delar upp Kaps floraregion i tre ekoregioner, Låglandsfynbos och renosterveld, Montanefynbos och renosterveld samt Albanybuskaget. 
Fynbos ekoregioner har utsetts till en av Global 200:s prioriterade ekoregioner för naturskydd. Conservation International förklarade Kaps floraregion vara en hotspot av biologisk mångfald.

## Världsarvet

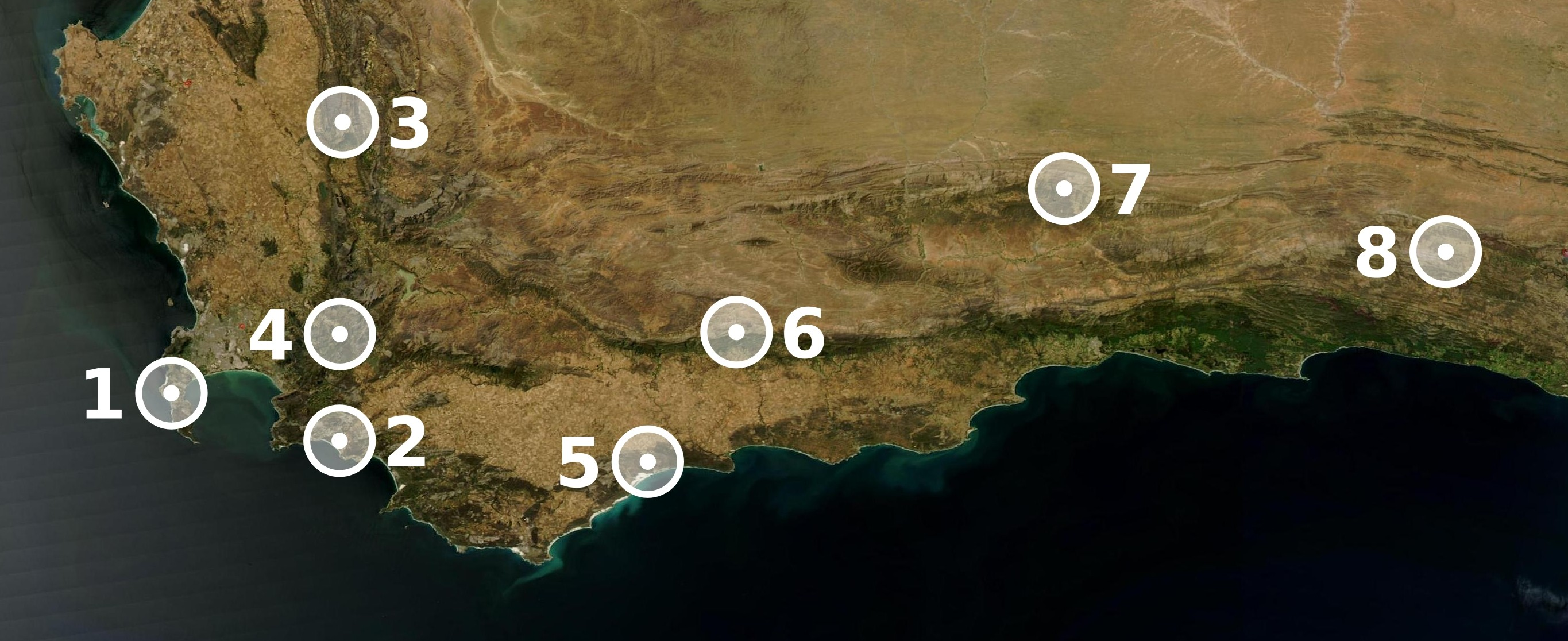
De 8 skyddade områdena i världsarvet Kaps floraregion.

2004 blev "Kaps floraregions skyddade områden" uppsatt på världsarvslistan och år 2015  utökades området. Världsarvet inkluderar åtta representativa skyddade områden:
1. Table Mountains nationalpark
2. Groot Winterhoeks vildmarksområde
3. Cederbergs vildmarksområde
4. Bolandbergens komplex (Limietbergs naturreservat, Jonkershoeks naturreservat, Assegaaiboschs naturreservat, Hottentots Hollands naturreservat, Kogelbergs naturreservat)
5. De Hoops naturreservat
6. Boosmansbos vildmarksområde
7. Swartbergs komplex (Swartbergs naturreservat, Gamkapoorts naturreservat, Towerkops naturreservat)
8. Baviaanskloof megareservat